# Махали и местности в Копривщица
Махалите и местностите в Копривщица са най-удобният начин за разглеждането на града и обхождането на околностите.
Добре е това е да става по махали или местности, затова описанието ще следва по такъв ред. Посочените туристически обекти ще са в близост и ще се намират лесно, чрез разпитване на местните жители или наемане на екскурзовод от Дирекция на музеите. Други възможности са използуване на карта или GPS система, като се следва описанието им. Винаги се тръгва от Мавзолея на Априлското въстание, който се намира в центъра на града на площад „20-ти Април“ и след това по улица „Геренилото“.

## Административно деление
Арнаут махала, намира се на изток от река Тополница, и от двете страни на река Петрешка.
Къщата на дядо Либен Каравелата, дядо на Любен Каравелов – Изворът „Арнаутец“, описан в „Българи от старо време“ – Хаджи-Иванчова къща – Къщата на войводата Дончо Ватаха, която вече я няма – Къща музей на Любен и Петко Каравелови – Герджикова къща, бащина стряха на войводата от Одринския вилает, Михаил Герджиков – Драгия-Драгийска къща, ресторант „Дядо Либен“ – Белчева къща (сега Хаджи-Тодорова).
Бяло камъне, намира се на изток от река Тополница, от Керековата чешма до края и в Крива река.
Къщата на революционера Георги Бенковски – Къщата на Тодор Чипев, известно време използвана за детска градина – Къщата на Професор Архимандрит Евтимий – Керекова чешма.
Ламбовска махала, намира се между Бяла река и Тополница.
Спицарията, щаб на въстаниците през 1876 година – Улица Генерилото, – Ослекова къща, – Къщата на Михаил Маджаров – Старите гробища при черквата „Света Богородица“, в тях е гроба на поета Динчо Дебелянов – Черква „Света Богородица“ – Гробът на хаджи Ненчо Палавеев – Къщичката, където е живял Христо Г. Данов, магерница на храма – Къщата на Тодор Каблешков – Родният дом на Динчо Дебелянов – Родният дом на Евлампия и Димитър Векилови – Архитектурният ансамбъл „Доганови къщи“ – Къщата и килийното училище на хаджи Геро Добрович-Мушек, роден дом на Найден и Ивана Хаджигерови.
Средна махала, намира се между реките Тополница, Бяла река и Косьово дере.
Мавзолей на Априлското въстание – Общинското управление (стария конак, който вече не съществува) – Къщата на въстаника Тодор Карапетков – Къщата на възрожденците Вълко и Тодор Чалъкови – Чалъкова чешма – Десьовска къща – Пулекова къща, частно училище и роден дом на Христо Пулеков – Лютова къща – Калъчев мост – Бозова къща, с интересна стара архитектура – Патьова къща – Мирчова чешма – Бащината къща на професор Гаврил Кацаров – Къщата на въстаника Танчо Шабанов – Новата черква „Свети Николай“ – Моравенова чешма – Моравенова къща – Моравенов мост – Косьово дере, с много старите каменни мостове – Поп-Стоянова чешма, на кооперативния пазар, където е бил родния дом на Найден Попстоянов – Класическата гимназия „Любен Каравелов“, седалище на Общинския съвет на града – Паметник на падналите във войните Копривщенци, офицери, подофицери и войници, построен от директора на вестникарското дружество „Куриерът“ – Читалище и театър – Основното училище – Павликянска къща.
Тороман махала, намира се между река Тополница и Косьово дере.
Гъркова къща – Кулаксъзова къща, кулаксъз по турски означава човек без едно ухо – Пробигорова къща – Хаджи-Ристьова къща – Чалъкова воденица – Къщата на въстаника Рашко Радомиров.

## Местности в околностите
Върхове в околностите на града – връх Голям Богдан, връх Малък Богдан, връх Шилигарника, връх Буная, връх Свети Илия, връх Поп, връх Попадия, връх Бич, връх „Свети Никола“, връх Бялият камък, връх „Буленец“, връх „Гергьовден“, връх „Свети Спас“, връх Братия, връх Чумина, връх „Магарешко бърдо“, източно Било, връх „Света Димитрия“, връх „Света Лука“, западно Било.
Местности в околностите на града – вододела „Крецул“, „Азан“, „Чифира“, „Бяло поле“, „Дебели дол“, „Еловица“, „Кривулите“, „Пирон дърво“, „Златенско“, „Гръми дол“, Войводенец, „Топлика“, „Климаш“, „Рошава могила“, „Груев гроб“, „Безистена“, „Куфорите“, Миризливата скала, „Лесина дупка“, Равна поляна, Каравелова поляна, „Бучовица“, „Елови рът“, Атанасови колиби, „Чербул“, „Рагаджовица“, „Андрейка“, „Шириней“, „Чалъкова рътлина“, „Корията“, „Серйовица“, „Три кладенци“, „Ширинейски рът“, „Равнака“, „Боюв шамак“, „Черни Бачии“, „Пухови могили“, „Странето“, „Хаджи Яков трап“, „Рейница“, Кучешки дол, „Габарица“, „Мръзян“, „Сивека“, „Късо бърдо“, „Катуна“, „Бабанакови колиби“, „Три полени“, „Черешата“, „Банчови колиби“, „Сечемека“, „Бросуча дупка“, Кръстьова поляна, Банчова поляна, „Лясковец“, „Чемериките“, „Сополивите камъни“, Джофарица., Детелинова грамада, Донкина гора, Въртопа.
Чешми и извори в околностите на града – Почекова чешма, Мавродийски кладенец, Бялата вода, Пачи крак, „Осмицата“, Путка чучур, Хайдушки кладенец, Три кладенци, Бобева чешма, Азански чучур, Гацова чешма, Грозлековата чешма, чешма „Отец Паисий“, Чатал чучур.
Реки в града и околностите – Тополница, Сурля дере, Мръсни дол, Косьово дере, Банчово дере, Крива река, Попска река, Ширинейска река, Бяла река, Чардашко дере, река Райново дере, Меде дере, Азанска река, Петрешка река, Чуминска река, Гръми долска река.Язовир Душанци, Въртопска река.
Мостове в града и околностите – Кереков мост, Пейовски мост, Хаджи-Нейков мост, Моравенов мост, Шейтан мост, Мост на Свободата, Чалъков мост, Тороманов мост, Щурньов мост, Медедърски мост, Азански мост.